# Rudbeckia
Rudbeckia és un gènere de plantes amb flors amb 23 espècies dins la família asteràcia. Les espècies del gènere es coneixen en anglès com coneflowers (també els gèneres Echinacea, Dracopis i Ratibida reben aquest nom comú) i el nom de black-eyed-susans; totes les espècies del gènere són natives d'Amèrica del Nord i moltes es cultiven en jardins pels seus vistosos capítols florals daurats.
Són plantes herbàcies la majoria perennes amb algunes anuals i bianuals i fan de 0,5 a 3 m d'alt. Hi ha molts cultivars.
Les espècies del gènere Rudbeckia alimenten moltes erugues i entre elles les de l'arna de la col.
El nom del gènere és pel professor de Lineu Olof Rudbeck el Jove (1660-1740), i pel seu pare el professor Olof Rudbeck el Vell (1630-1702), tots dos eren botànics.

## Taxonomia
| - Rudbeckia alpicola Piper – Showy Coneflower - Rudbeckia amplexicaulis Vahl - Rudbeckia auriculata (Perdue) Kral – Eared Coneflower - Rudbeckia bicolor Nutt. – Pinewoods Coneflower - Rudbeckia californica A.Gray – California Coneflower - Rudbeckia fulgida Aiton – Orange Coneflower - Rudbeckia glaucescens Eastw. – Waxy Coneflower - Rudbeckia graminifolia (Torr. & A.Gray) C.L.Boynton & Beadle – Grassleaf Coneflower - Rudbeckia grandiflora (Sweet) DC. – Rough Coneflower - Rudbeckia heliopsidis Torr. & A.Gray – Sunfacing Coneflower - Rudbeckia hirta L. – Black-eyed Susan - Rudbeckia klamathensis – Klamath Coneflower - Rudbeckia laciniata L. – Cutleaf Coneflower, Green-head Coneflower - Rudbeckia maxima Nutt. – Great Coneflower | - Rudbeckia missouriensis Engelm. ex C.L.Boynton & Beadle – Missouri Coneflower - Rudbeckia mohrii A.Gray – Mohr's Coneflower - Rudbeckia mollis Elliott – Softhair Coneflower - Rudbeckia montana A.Gray – Montane Coneflower - Rudbeckia nitida Nutt. – Shiny Coneflower - Rudbeckia occidentalis Nutt. – Western Coneflower - Rudbeckia pinnata – Grey-headed Coneflower - Rudbeckia scabrifolia L.E.Br. – Roughleaf Coneflower - Rudbeckia serotina - Rudbeckia speciosa – Showy Coneflower - Rudbeckia subtomentosa Pursh – Sweet Coneflower - Rudbeckia texana (Perdue) P.B.Cox & Urbatsch – Texas Coneflower - Rudbeckia triloba L. – Brown-eyed Susan |

### Abans ubicats dins aquest gènere
- Echinacea atrorubens (com R. atrorubens)
- Echinacea pallida (com R. pallida)
- Echinacea purpurea (com R. purpurea)
- Helianthus angustifolius (com R. angustifolia)
- Helianthus porteri (com R. porteri)
- Helianthus radula (com R. radula)
- Ratibida columnifera (com R. columnaris o R. columnifera)
- Ratibida tagetes (com R. tagetes)[3]

## Galeria

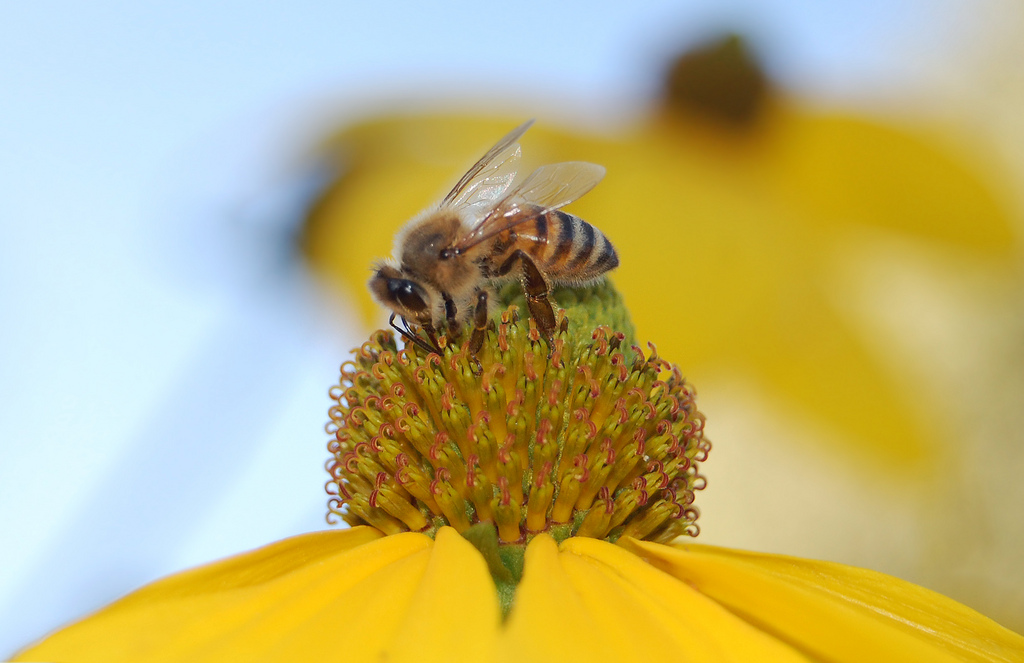
Abella sobre una Rudbeckia
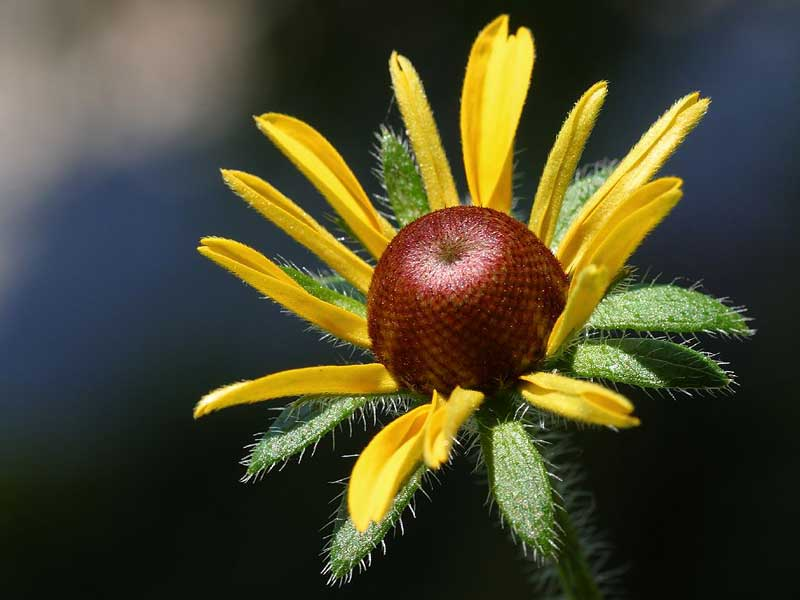
Rudbeckia hirta
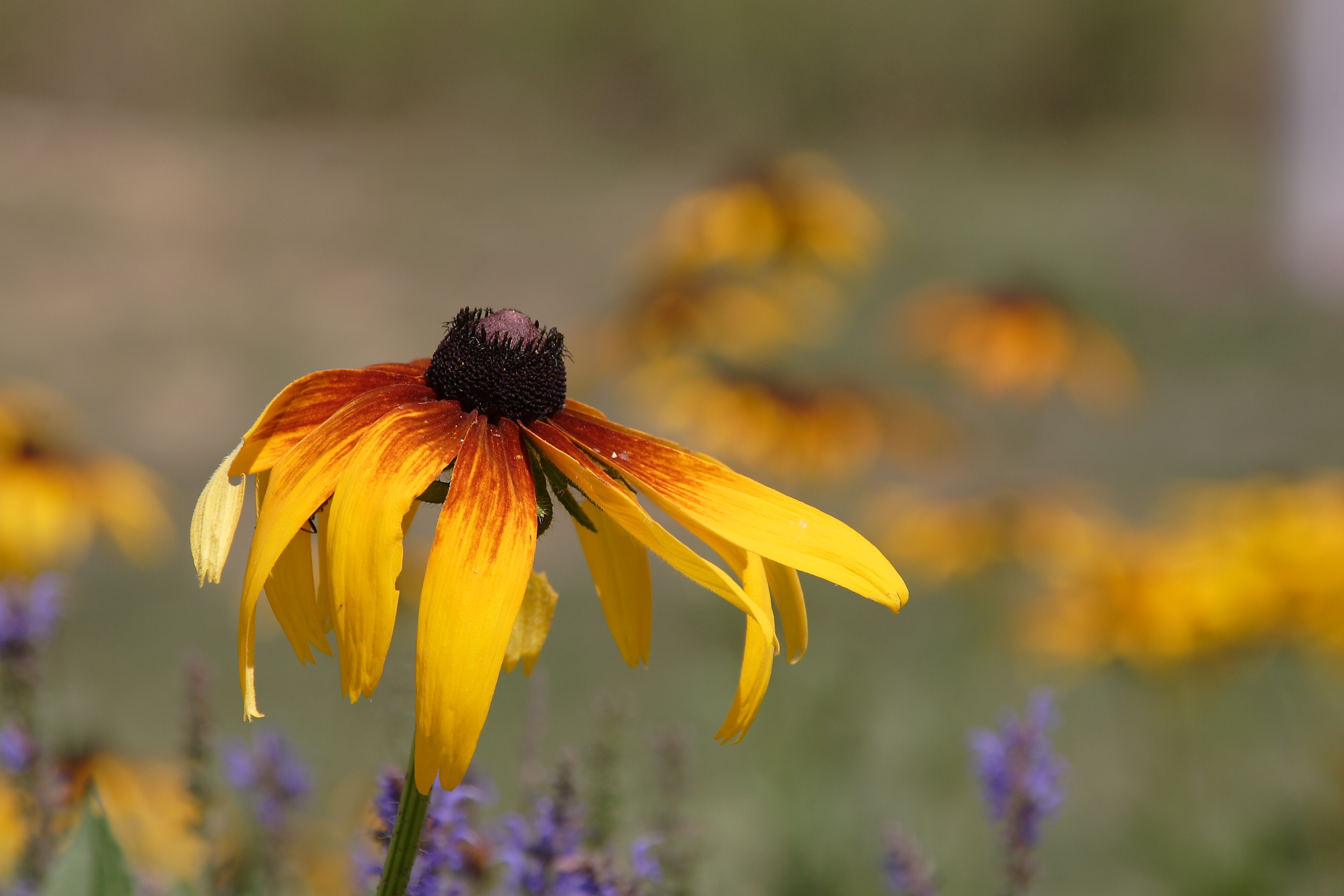
Restauració de praderies